# كارل بروهاسكا
كارل بروهاسكا (بالألمانية: Carl Prohaska)‏ (و. 1869 – 1927 م) هو ملحن، وموزع (موسيقى) نمساوي، توفي في فيينا، عن عمر يناهز 58 عاماً.